# Jeanne Córdova

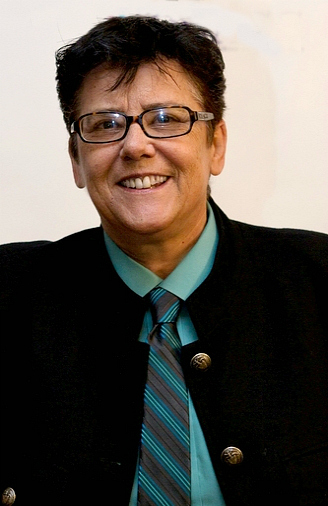
Jeanne Córdova (2012)

Jeanne Córdova (* 18. Juli 1948 in Bremerhaven; † 10. Januar 2016 in Los Feliz, Los Angeles) war eine US-amerikanische LGBT-Aktivistin, Journalistin und Autorin. Sie ist bekannt für ihre Arbeit zur Förderung der Rechte von Lesben und Schwulen und spielte eine zentrale Rolle in der LGBT- und feministischen Bewegung der 1970er Jahre.

## Frühes Leben und Ausbildung
Jeanne Córdova wurde als zweitältestes von zwölf Kindern eines mexikanischen Vaters und einer irisch-amerikanischen Mutter in Bremerhaven geboren. Ihr Vater arbeitete für die Hilfsorganisation CARE, ihre Mutter war Geschäftsfrau. In den 1950er Jahren wanderte die Familie nach New York aus und zog schließlich nach Los Angeles, wo Córdova aufwuchs und die Bishop Amat High School in La Puente besuchte. 1966 trat sie zunächst in das Kloster "Immaculate Heart of Mary" in Santa Barbara ein. Doch sie begann schon bald ihre Sexualität und ihren Glauben in Frage zu stellen, weshalb sie 1968 das Kloster wieder verließ. Anschließend studierte sie an der California State University und der University of California, wo sie cum laude mit einem Bachelor-Abschluss in Sozialhilfe abschloss. Córdova absolvierte ein Praktikum in den afroamerikanischen und lateinamerikanischen Gemeinschaften von Watts und East Los Angeles und erwarb 1972 einen Master-Abschluss in Sozialarbeit an der UCLA.

## Aktivismus und journalistische Karriere
In den 1970er Jahren gründete und leitete Córdova die Zeitung The Lesbian Tide, eine der führenden lesbischen Publikationen dieser Zeit, die von 1971 bis 1980 erschien. Darüber hinaus gründete sie 1973 die ersten lesbischen Gesundheitskliniken und initiierte zahlreiche politische Kampagnen für LGBT-Rechte. 1981 gründete Córdova die Community Yellow Pages, die sich zum größten LGBTQIA+-Verzeichnis in den USA entwickelten. Zudem war sie auch als Mitgründerin des queeren Square Peg Magazine tätig. Ihre journalistische Arbeit trug wesentlich dazu bei, die Sichtbarkeit und die Anliegen lesbischer Frauen in der Gesellschaft zu fördern. Sie war in verschiedenen Organisationen aktiv, darunter das Los Angeles Gay and Lesbian Center, wo sie als Direktorin für das Women's Program tätig war. 1999 verkaufte sie Yellow Pages, zog für einige Jahre nach Mexiko und gründete dort gemeinsam mit ihrer Ehefrau Lynn Harris Ballen die gemeinnützige Organisation Palapa Society of Todos Santos. Córdova veröffentlichte mehrere Bücher, darunter 2011 ihre Memoiren When We Were Outlaws, in denen sie ihre Erlebnisse als Aktivistin und ihre Kämpfe für Gleichberechtigung und soziale Gerechtigkeit schilderte.

## Tod und Vermächtnis
Córdova starb am 10. Januar 2016 im Alter von 67 Jahren an einem Hirntumor. Vor ihrem Tod schrieb Córdova einen Abschiedsbrief mit dem Titel A Letter About Dying, to My Lesbian Communities, der im September 2015 in mehreren lesbischen Publikationen veröffentlicht wurde und die Gemeinschaft über ihre unheilbare Krankheit informierte. Sie vermachte 2 Millionen Dollar an die Astraea Lesbian Foundation for Justice, mit denen der Jeanne R. Cordova Fund gegründet wurde.

## Jeanne-Córdova-Preis
Die US-amerikanische LGBTQ-Literaturorganisation Lambda Literary Foundation vergibt seit 2018 ihr zu Ehren den Jeanne-Córdova-Literaturpreis.

## Auszeichnungen (Auswahl)
- 1998: Anerkennungspreis „für Pionierarbeit im Namen der Rechte von Schwulen und Lesben“ der Society for the Scientific Study of Sexuality
- 2002: Rainbow Key Award für lebenslangen Gemeinschaftsdienst von West Hollywood
- 2003: Cultural Hero Visibility Award
- 2009: Morris Kight Lifetime Achievement Award
- 2012: Lambda Literary Award in der Kategorie „Lesbian Memoir/Biography“ für When We Were Outlaws: A Memoir of Love & Revolution
- 2015: Etheridge-Preis – WeHo Dyke March
- 2018: Fueling the Frontlines Award
- 2024: Doodle der Suchmaschine Google[10]

### Bücher
- When We Were Outlaws; A Memoir of Love & Revolution (2011) Spinsters Ink Books. ISBN 978-1-935226-51-2
- Kicking the Habit: A Lesbian Nun Story (1990) Multiple Dimensions. ISBN 978-0-9625080-0-4
- Sexism: It's A Nasty Affair (1974) New Way Books.

### Anthologien
- “Anita Bryant's Anti-Gay Crusade” in The Right Side of History: 100 Years of LGBTQ Activism, ed. Adrian Brooks, Cleis Press (2015) ISBN 978-1-62778-123-7
- “Marriage Throws A Monkey Wrench” in Untangling the Knot: Queer Voices on Marriage, Relationships & Identity Archived 2015-05-21 at the Wayback Machine, ed. Carter Sickels, Ooligan Press (2015) ISBN 1-932010-75-0
- “The New Politics of Butch” in Persistence: All Ways Butch and Femme, ed. Ivan Coyote & Zena Sharman, Arsenal Pulp Press (2011)- Lammy finalist. ISBN 978-1-55152-397-2
- “A Tale of Two Hangouts: Gay & Lesbian Civil Wars in the '70s” in Love, West Hollywood, ed. Chris Freeman & James J. Berg, Alyson Books (2008) – Lammy finalist. ISBN 978-1-59350-055-9
- “Cheap Gold: a seduction” in Hot & Bothered 2, ed. Karen Tulchinsky. Arsenal Pulp Press (1999) ISBN 978-1-55152-068-1
- “Camp Fires” in On My Honor, Lesbian Girl Scouts, ed. Nancy Manahan. Madwoman Press (San Francisco) (1997) ISBN 978-1-886231-02-3
- “A Tale of Two Brothers” in Tomboys!:Tales of Dyke Derring-Do, ed. Lynne Yamaguchi Fletcher. Alyson Publications (1995) ISBN 978-1-55583-285-8
- “The Mantra of Orgasm” in Sexy & Spiritual/Viva Arts Quarterly- A journal of Latino(a) gay and lesbian writers. (1994)
- “Conversation With A Gentleman Butch” in Dagger: On Butch Women, ed. Lily Burana & Roxxie. Cleis Press (1994) ISBN 978-0-939416-82-0
- “Butches, Lies & Feminism.” In Persistent Desire: A Femme Butch Reader, ed. Joan Nestle. Alyson Publications. (1992) – Lammy Award winner. ISBN 978-1-55583-190-5
- “The Intimate is Transformational” in Common Lives/Lesbian Lives, a lesbian quarterly. (1990)
- “My Immaculate Heart” in Lesbian Nuns: Breaking the Silence, ed. Nancy Manahan & Rosemary Curb. Naiad Press, reprinted by Warner Books. (1985) – Lammy Award winner. ISBN 978-1-935226-63-5
- “Trauma in the Heterosexual Zone” in The Lesbian Path. Edited by Peg Cruikshank. Naiad Press. (1980) ISBN 978-0-912516-96-7
- “How To Come Out Without Being Thrown Out” and "What's A Dyke To Do?" in After You're Out, ed. Karla Jay & Allen Young. Pyramid Books. (1975) ISBN 978-0-515-04263-4